# نازيه حسن
نازيه حسن (بالأوردية: نازیہ حسن، 3 أبريل 1965 - 13 أغسطس 2000) كانت مغنية وكاتبة أغاني ومحامية وناشطة اجتماعية باكستانية. يشار إليها باسم "ملكة البوب في جنوب آسيا"، تعتبر واحدة من أكثر المطربات تأثيراً في باكستان والهند أيضاً. باعت هي وشقيقها صهيب حسن أكثر من 65 مليون تسجيل في جميع أنحاء العالم. بدايةً من الثمانينيات، كجزء من الثنائي نازيه وصهيب.
ظهرت نازيه لأول مرة كمغنية بأغنية "آب جايسا كوي"، والتي ظهرت في الفيلم الهندي قُرباني في 1980. ونالت الثناء على الأغنية، وفازت بجائزة فيلم فير لأفضل مغنية في سن 15 عاماً في 1981، لتصبح أول باكستانية تفوز بالجائزة وتظل حتى اليوم أصغر حائزة على الجائزة. صدر ألبومها الأول، "ديسكو ديواني"، في 1981، وتصدر ترتيب الجداول في أربعة عشر دولة حول العالم وأصبح أفضل تسجيل بوب آسيوي مبيعاً في ذلك الوقت. تضمن الألبوم الأغنية المنفردة باللغة الإنجليزية "Dreamer Deewane" والتي جعلتها أول مغنية باكستانية تصل إلى المخططات البريطانية.
تبع ذلك ألبومات بوم بوم في 1982، والذي استُخدم مقطع منه كموسيقى تصويرية لفيلم ستار (1982)، و يانغ تارانغ في 1984، وهوت لاين في 1987. استُخدم المسار "دوم دوم ديدي" من يانغ تارانغ في المشهد الختامي للفيلم الهندي "ميس لافلي" لعام 2012، للمخرج أشيم أهلواليا. كان ألبومها الأخير، "كاميرا كاميرا" في 1992، جزءاً من حملة ضد المخدرات. وظهرت أيضاً مع شقيقها في العديد من البرامج التلفزيونية. كما ظهرت في سنغ سنغ في 1988 مع أستاذ الموسيقى سهيل رانا. كما استضافا أول عرض مسرحي لموسيقى البوب على الإطلاق، ميوزيك '89، من إنتاج شعيب منصور. لعب نجاحها دوراً رئيسياً في تشكيل مشهد موسيقى البوب الباكستانية.
طوال مسيرتها الغنائية التي امتدت لأكثر من 15 عاماً، أصبحت حسن واحدة من أكبر المشاهير في باكستان. وحصلت على جائزة مدنية باكستانية، فخر الأداء. شاركت أيضاً، بالإضافة إلى الغناء، في أنشطة خيرية، وعينتها اليونيسف سفيرة ثقافية لها في 1991. توفيت نازيه حسن بسرطان الرئة في لندن عن عمر يناهز 35 عاماً في 13 أغسطس 2000.

## روابط خارجية
- Nazia Hassan في قاعدة بيانات الأفلام على الإنترنت